# 74. ceremonia wręczenia nagród Brytyjskiej Akademii Filmowej
74. ceremonia wręczenia nagród Brytyjskiej Akademii Filmowej za rok 2020 odbyła się 10 i 11 kwietnia 2021 roku w Royal Albert Hall w Londynie. Galę prowadzili Clara Amfo, Edith Bowman i Dermot O’Leary.
Nominowani zostali ogłoszeni 9 marca 2021 roku.
Najwięcej nominacji (siedem) otrzymały filmy Nomadland i Rocks.
Najwięcej nagród (cztery) otrzymał Nomadland.

## Laureaci i nominowani

### Najlepszy film
- Mollye Asher, Dan Janvey, Frances McDormand, Peter Spears(inne języki) i Chloé Zhao – Nomadland
  - David Parfitt(inne języki), Jean-Louis Livi i Philippe Carcassonne – Ojciec
  - Adam Ackland, Leah Clarke, Beatriz Levin i Lloyd Levin(inne języki) – Mauretańczyk
  - Ben Browning, Ashley Fox, Emerald Fennell i Josey McNamara – Obiecująca. Młoda. Kobieta.
  - Stuart M. Besser(inne języki) i Marc Platt – Proces Siódemki z Chicago

### Najlepszy brytyjski film
(Nagroda im. Alexandra Kordy)
- Ben Browning, Ashley Fox, Emerald Fennell i Josey McNamara – Obiecująca. Młoda. Kobieta.
  - Nick Rowland, Daniel Emmerson i Joe Murtagh – Calm with Horses(inne języki)
  - Simon Stone(inne języki), Gabrielle Tana(inne języki) i Moira Buffini(inne języki) – Wykopaliska
  - Florian Zeller, Philippe Carcassone, Jean-Louis Livi, David Parfitt(inne języki) i Christopher Hampton – Ojciec
  - Remi Weekes, Martin Gentles, Edward King i Roy Lee(inne języki) – Czyj to dom?(inne języki)
  - Ben Sharrock, Irune Gurtubai i Angus Lamont – Limbo(inne języki)
  - Adam Ackland, Leah Clarke, Beatriz Levin, Lloyd Levin(inne języki), Rory Haines, Sohrab Noshirvani i M.B. Traven – Mauretańczyk
  - Bassam Tariq(inne języki), Riz Ahmed, Thomas Benski i Bennett McGhee – Mogul Mowgli(inne języki)
  - Sarah Gavron(inne języki), Ameenah Ayub Allen, Faye Ward, Theresa Ikoko(inne języki) i Claire Wilson – Rocks(inne języki)
  - Rose Glass, Andrea Cornwell i Oliver Kassman – Saint Maud(inne języki)

### Najlepszy film nieanglojęzyczny
- Thomas Vinterberg, Kasper Dissing i Sisse Graum Jørgensen(inne języki) – Na rauszu
  - Andriej Konczałowski i Alisher Usmanov – Drodzy towarzysze!(inne języki)
  - Ladj Ly, Toufik Ayadi i Christophe Barral – Nędznicy
  - Lee Isaac Chung i Christina Oh – Minari
  - Jasmila Žbanić i Damir Ibrahimovich – Aida

### Najlepsza reżyseria
- Chloé Zhao – Nomadland
  - Jasmila Žbanić – Aida
  - Lee Isaac Chung – Minari
  - Sarah Gavron(inne języki) – Rocks(inne języki)
  - Shannon Murphy(inne języki) – Zęby mleczne(inne języki)
  - Thomas Vinterberg – Na rauszu

### Najlepszy scenariusz adaptowany
- Christopher Hampton i Florian Zeller – Ojciec
  - Moira Buffini(inne języki) – Wykopaliska
  - Rory Haines, Sohrab Noshirvani i M.B. Traven – Mauretańczyk
  - Chloé Zhao – Nomadland
  - Ramin Bahrani(inne języki) – Biały Tygrys(inne języki)

### Najlepszy scenariusz oryginalny
- Emerald Fennell – Obiecująca. Młoda. Kobieta.
  - Tobias Lindholm i Thomas Vinterberg – Na rauszu
  - Jack Fincher – Mank
  - Theresa Ikoko(inne języki) i Claire Wilson – Rocks(inne języki)
  - Aaron Sorkin – Proces Siódemki z Chicago

### Najlepszy aktor pierwszoplanowy
- Anthony Hopkins – Ojciec jako Anthony
  - Adarsh Gourav(inne języki) – Biały Tygrys(inne języki) jako Balram Halwai / Ashok Sharma
  - Chadwick Boseman – Ma Rainey: Matka bluesa(inne języki) jako Levee Green
  - Mads Mikkelsen – Na rauszu jako Martin
  - Riz Ahmed – Dźwięk metalu jako Ruben Stone
  - Tahar Rahim – Mauretańczyk jako Mohamedou Ould Slahi(inne języki)

### Najlepsza aktorka pierwszoplanowa
- Frances McDormand – Nomadland jako Fern
  - Alfre Woodard – Clemency(inne języki) jako Warden Bernadine Williams
  - Bukky Bakray(inne języki) – Rocks(inne języki) jako Olushola Omotoso
  - Radha Blank(inne języki) – 40-letnia raperka(inne języki) jako Radha
  - Vanessa Kirby – Cząstki kobiety jako Martha Weiss
  - Wunmi Mosaku(inne języki) – Czyj to dom?(inne języki) jako Rial

### Najlepszy aktor drugoplanowy
- Daniel Kaluuya – Judasz i Czarny Mesjasz(inne języki) as Fred Hampton
  - Alan Kim – Minari jako David Yi
  - Barry Keoghan – Calm with Horses(inne języki) jako Dymphna
  - Clarke Peters – Pięciu braci(inne języki) jako Otis
  - Leslie Odom Jr.(inne języki) – Pewnej nocy w Miami...(inne języki) jako Sam Cooke
  - Paul Raci – Dźwięk metalu jako Joe

### Najlepsza aktorka drugoplanowa
- Youn Yuh-jung – Minari jako Soon-ja
  - Ashley Madekwe – County Lines jako Toni
  - Dominique Fishback(inne języki) – Judasz i Czarny Mesjasz(inne języki) jako Akua Njeri(inne języki)
  - Kosar Ali(inne języki) – Rocks(inne języki) jako Sumaya
  - Maria Bakalova – Kolejny film o Boracie jako Tutar Sagdiyev
  - Niamh Algar(inne języki) – Calm with Horses(inne języki) jako Ursula

### Najlepsza muzyka
(Nagroda im. Anthony’ego Asquitha)
- Jon Batiste(inne języki), Trent Reznor i Atticus Ross – Co w duszy gra
  - Trent Reznor i Atticus Ross – Mank
  - Emile Mosseri(inne języki) – Minari
  - James Newton Howard – Nowiny ze świata(inne języki)
  - Anthony Willis – Obiecująca. Młoda. Kobieta.

### Najlepsze zdjęcia
- Joshua James Richards – Nomadland
  - Sean Bobbitt – Judasz i Czarny Mesjasz(inne języki)
  - Erik Messerschmidt(inne języki) – Mank
  - Alwin H. Küchler(inne języki) – Mauretańczyk
  - Dariusz Wolski – Nowiny ze świata(inne języki)

### Najlepszy montaż
- Mikkel E.G. Nielsen – Dźwięk metalu
  - Yorgos Lamprinos – Ojciec
  - Chloé Zhao – Nomadland
  - Frédéric Thoraval – Obiecująca. Młoda. Kobieta.
  - Alan Baumgarten(inne języki) – Proces Siódemki z Chicago

### Najlepsza scenografia
- Donald Graham Burt(inne języki) i Jan Pascale(inne języki) – Mank
  - Maria Djurkovic i Tatiana Macdonald – Wykopaliska
  - Peter Francis i Cathy Featherstone – Ojciec
  - David Crank(inne języki) i Elizabeth Keenan – Nowiny ze świata(inne języki)
  - Sarah Greenwood(inne języki) i Katie Spencer(inne języki) – Rebeka(inne języki)

### Najlepsze kostiumy
- Ann Roth – 40-letnia raperka(inne języki)
  - Michael O’Connor – Amonit(inne języki)
  - Alice Babidge – Wykopaliska
  - Alexandra Byrne – Emma
  - Trish Summerville – Mank

### Najlepsza charakteryzacja i fryzury
- Matiki Anoff, Larry M. Cherry, Sergio Lopez-Rivera i Mia Neal – 40-letnia raperka(inne języki)
  - Jenny Shircore(inne języki) – Wykopaliska
  - Patricia Dehaney, Eryn Krueger Mekash i Matthew W. Mungle(inne języki) – Elegia dla bidoków
  - Colleen LaBaff, Kimberley Spiteri i Gigi Williams – Mank
  - Dalia Colli, Mark Coulier(inne języki) i Francesco Pegoretti – Pinokio(inne języki)

### Najlepszy dźwięk
- Jaime Baksht(inne języki), Nicolas Becker, Phillip Bladh, Carlos Cortés i Michelle Couttolenc – Dźwięk metalu
  - Beau Borders(inne języki), Christian P. Minkler, Michael Minkler(inne języki), Warren Shaw i David Wyman – Misja Greyhound(inne języki)
  - Michael Fentum, William Miller, Mike Prestwood Smith(inne języki), John Pritchett(inne języki) i Oliver Tarney(inne języki) – Nowiny ze świata(inne języki)
  - Sergio Díaz, Zach Seivers i M. Wolf Snyder – Nomadland
  - Coya Elliott, Ren Klyce(inne języki) i David Parker(inne języki) – Co w duszy gra

### Najlepsze efekty specjalne
- Scott R. Fisher(inne języki), Andrew Jackson i Andrew Lockley(inne języki) – Tenet
  - Peter Bebb(inne języki), Nathan McGuinness(inne języki) i Sebastian von Overheidt – Misja Greyhound(inne języki)
  - Matt Kasmir, Chris Lawrence, Max Solomon i David Watkins – Niebo o północy(inne języki)
  - Sean Andrew Faden(inne języki), Steve Ingram, Anders Langlands(inne języki) i Seth Maury – Mulan
  - Santiago Colomo Martinez, Nick Davis(inne języki), Greg Fisher i Ben Jones – Jedyny i niepowtarzalny Ivan

### Najlepszy film animowany
- Co w duszy gra – Pete Docter i Dana Murray(inne języki)
  - Naprzód – Kori Rae(inne języki) i Dan Scanlon(inne języki)
  - Sekret wilczej gromady – Tomm Moore(inne języki), Ross Stewart i Paul Young

### Najlepszy krótkometrażowy film animowany
- The Owl and the Pussycat – Mole Hill i Laura Duncalf
  - The Fire Next Time – Renaldho Pelle, Yanling Wang i Kerry Jade Kolbe
  - The Song of a Lost Boy – Daniel Quirke, Jamie MacDonald i Brid Arnstein

### Najlepszy film krótkometrażowy
- The Present(inne języki) – Farah Nabulsi(inne języki)
  - Eyelash – Jesse Lewis Reece i Ike Newman
  - Lizard – Akinola Davies, Rachel Dargavel i Wale Davies
  - Lucky Break – John Addis i Rami Sarras Pantoja
  - Miss Curvy – Ghada Eldemellawy

### Najlepszy film dokumentalny
- Czego nauczyła mnie ośmiornica(inne języki) – Pippa Ehrlich, James Reed i Craig Foster
  - Kolektyw – Alexander Nanau
  - David Attenborough: Życie na naszej planecie(inne języki) – Alastair Fothergill(inne języki), Jonnie Hughes i Keith Scholey(inne języki)
  - The Dissident(inne języki) – Bryan Fogel(inne języki), Thor Halvorssen(inne języki), Mark Monroe i Jake Swantko
  - Dylemat społeczny – Jeff Orlowski(inne języki) i Larissa Phodes

### Najlepszy debiut brytyjskiego scenarzysty, reżysera lub producenta
(Nagroda im. Carla Foremana)
- His House(inne języki) – Remi Weekes (scenarzysta/reżyser)
  - Limbo(inne języki) – Ben Sharrock (scenarzysta/reżyser) i Irune Gurtubai (producent)
  - Moffie(inne języki) – Jack Sidey (scenarzysta/producent)
  - Rocks(inne języki) – Theresa Ikoko(inne języki) i Claire Wilson (scenarzysta)
  - Saint Maud(inne języki) – Rose Glass (scenarzysta/reżyser) i Oliver Kassman (producent)

### Najlepszy casting
- Rocks(inne języki) – Lucy Pardee
  - Calm with Horses(inne języki) – Shaheen Baig
  - Judasz i Czarny Mesjasz(inne języki) – Alexa L. Fogel
  - Minari – Julia Kim
  - Obiecująca. Młoda. Kobieta. – Lindsay Graham-Ahanonu i Mary Vernieu

### Nagroda dla wschodzącej gwiazdy
- Bukky Bakray(inne języki)
  - Conrad Khan
  - Kingsley Ben-Adir(inne języki)
  - Morfydd Clark
  - Ṣọpẹ Dìrísù(inne języki)

## Podsumowanie liczby nominacji
- 7 – Nomadland i Rocks(inne języki)
- 6 – Ojciec, Mank, Minari i Obiecująca. Młoda. Kobieta.
- 5 – Wykopaliska i Mauretańczyk
- 4 – Na rauszu, Calm with Horses(inne języki), Judasz i Czarny Mesjasz(inne języki), Nowiny ze świata(inne języki) i Dźwięk metalu
- 3 – His House(inne języki), 40-letnia raperka(inne języki), Co w duszy gra i Proces Siódemki z Chicago
- 2 – Misja Greyhound(inne języki), Limbo(inne języki), Aida, Saint Maud(inne języki) i Biały Tygrys(inne języki)

## Podsumowanie liczby nagród
- 4 – Nomadland
- 2 – Ojciec, Ma Rainey: Matka bluesa(inne języki), Obiecująca. Młoda. Kobieta., Co w duszy gra i Dźwięk metalu